# Prix Alice-Guy
Créé en 2018, le prix Alice-Guy récompense chaque année un film à financement majoritairement français réalisé par une femme, tout en rendant hommage à la première réalisatrice de l'histoire, Alice Guy. Il a été imaginé et fondé par la journaliste Véronique Le Bris, pour pallier le manque avéré de femmes dans les palmarès de cinéma.

## Palmarès

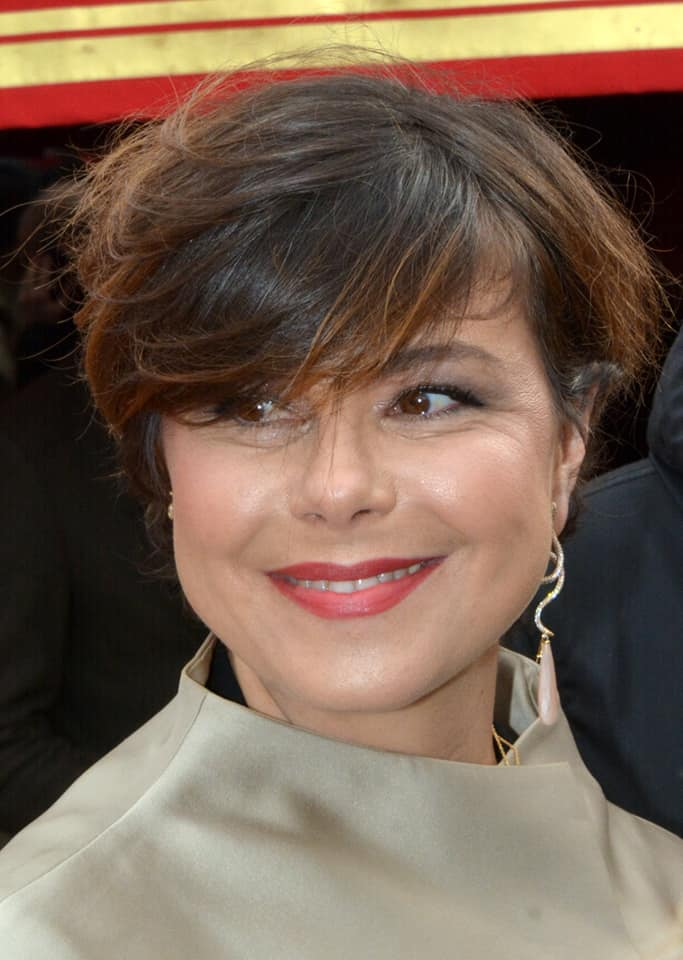
Mounia Meddour, lauréate du prix Alice-Guy 2020.

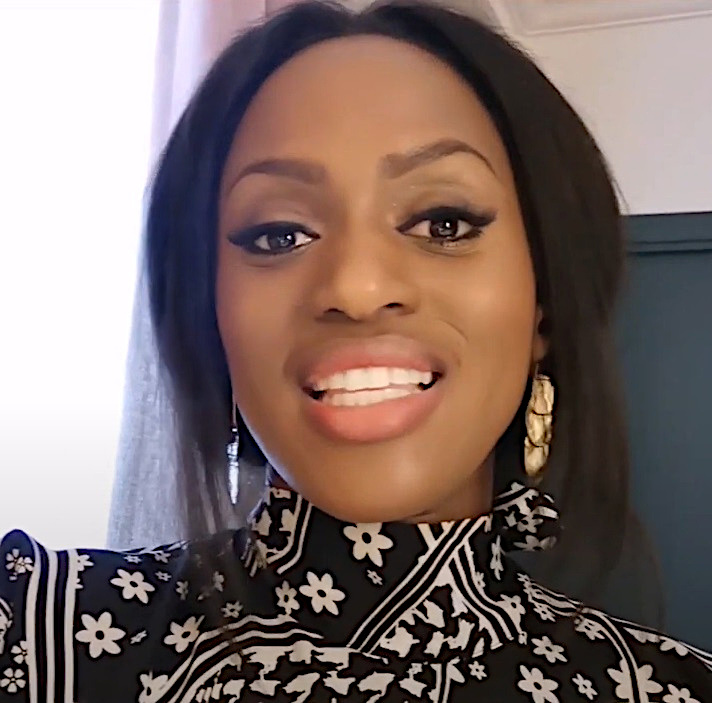
Maïmouna Doucouré, lauréate du prix Alice-Guy 2021.

### Long métrage
- 2018 : Lidia Terki pour Paris la blanche[3]
- 2019 : Catherine Corsini pour Un amour impossible[4]
- 2020 : Mounia Meddour pour Papicha[5]
- 2021 : Maïmouna Doucouré pour Mignonnes[6]
- 2022 : Audrey Diwan pour L'Événement[7]
- 2023 : Alice Winocour pour Revoir Paris[8]
- 2024 : Kaouther Ben Hania pour Les Filles d'Olfa[9]
  - Finalistes[10] :
  - Justine Triet pour Anatomie d'une chute
  - Jeanne Herry pour Je verrai toujours vos visages
  - Valérie Donzelli pour L'Amour et les Forêts
  - Iris Kaltenbäck pour Le Ravissement
- 2025 : Lina Soualem pour Bye Bye Tibériade
  - Finalistes[11] :
  - Payal Kapadia pour All We Imagine as Light
  - Mati Diop pour Dahomey
  - Agathe Riedinger pour Diamant brut
  - Louise Courvoisier pour Vingt Dieux

### Court métrage
- 2023 : Aude N'Guessan Forget pour Anansi[12]
- 2024 : Violette Gitton pour Ce qui appartient à César[13]
- 2024 : Marie Poupinet pour Autoportrait (Nikon Film Festival)[14]